# بهمن (فیلم ۱۹۵۲)
بهمن (انگلیسی: Avalanche) فیلمی ژاپنی در سبک درام به نویسندگی و کارگردانی کانتو شیندو است که در سال ۱۹۵۲ منتشر شد. از بازیگران آن می‌توان به نوبوکو اوتاوا اشاره کرد.